# Vilgot Sjöman

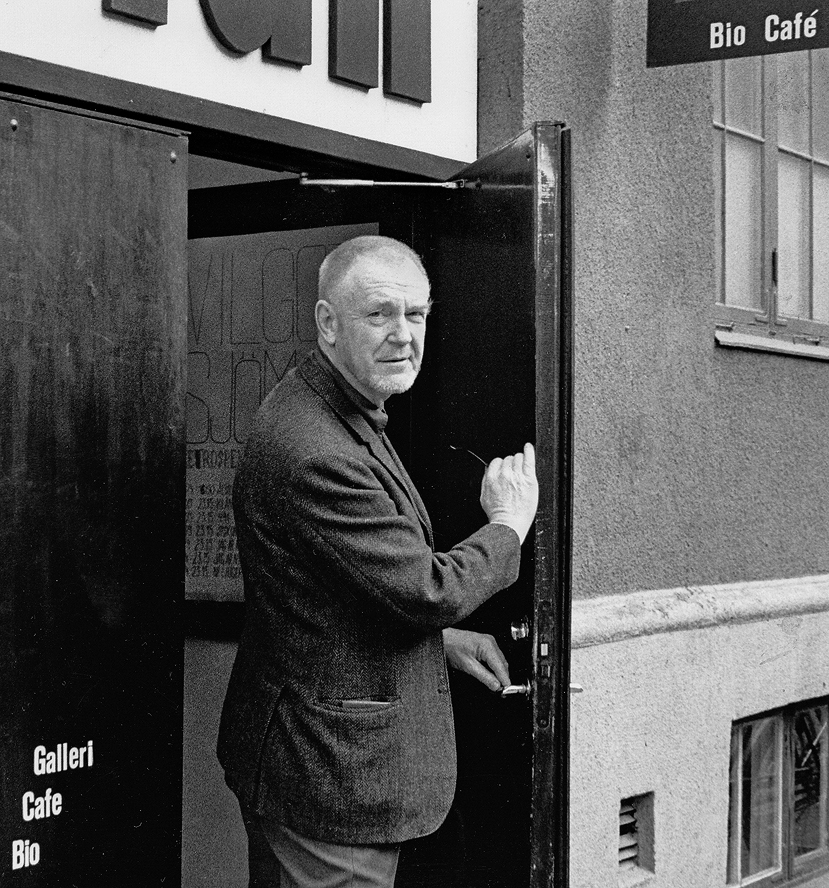
Vilgot Sjöman, en 1987.

Vilgot Sjöman (Estocolmo, 2 de diciembre de 1924 - Estocolmo, 9 de abril de 2006) fue un escritor y director de cine sueco.

## Filmografía
- 1962 : La amante (Älskarinnan)
- 1963 : Ingmar Bergman gör en film (TV)
- 1964 : 491 (491)
- 1964 : Klänningen
- 1966 : Mi hermana, mi amor o Lecho de hermanos (Syskonbädd 1782)
- 1967 : Stimulantia
- 1967 : Soy curiosa - Amarillo (Jag är nyfiken - En film i gult)
- 1968 : Journey with Father
- 1968 : Soy curiosa - Azul (Jag är nyfiken - En film i blått)
- 1969 : Ni ljuger
- 1970 : Lyckliga skitar
- 1971 : Troll
- 1974 : Un puñado de amor (En Handfull kärlek)
- 1975 : Garaget
- 1977 : Tabu
- 1979 : Linus eller Tegelhusets hemlighet
- 1981 : Jag rodnar
- 1982 : Pelikanen (TV)
- 1984 : Hur ska det gå för Pettersson? ( TV)
- 1987 : En Flicka kikar i ett fönster]] (TV)
- 1987: Malacca
- 1989 : Fallgropen
- 1992 : Autorretrato '92 (Self Portrait '92) (TV)
- 1992 : Äktenskap i kris, Ett (TV)
- 1995 : Alfred (Alfred)